# Sie Šu-wej
Sie Šu-wej (čínsky pchin-jinem Xiè Shúwéi, znaky zjednodušené 谢淑薇, tradiční 謝淑薇, * 4. ledna 1986 Sin-ču) je tchajwanská profesionální tenistka. V letech 2014–2021 byla světovou jedničkou ve čtyřhře, kterou se stala jako třicátá druhá od zavedení klasifikace v září 1984 a první Tchajwanec na čele žebříčků bez rozdílu soutěže. V devíti obdobích na vrcholu strávila 59 týdnů. Ve své dosavadní kariéře vyhrála na okruhu WTA Tour tři singlové a třicet pět deblových turnajů. V rámci okruhu ITF získala dvacet sedm titulů ve dvouhře a dvacet tři ve čtyřhře.
Na žebříčku WTA byla ve dvouhře nejvýše klasifikována v únoru 2013 na 23. místě jako nejvýše postavený tchajwanský tenista v historii. Ve čtyřhře pak v květnu 2014 figurovala na 1. místě. Trénuje ji Frederic Aniere. Dříve tuto roli plnil Australan Paul McNamee.
Na grandslamu vyhrála jako první tchajwanský tenista v historii trofej bez rozdílu soutěže. První ze sedmi titulů v ženské čtyřhře získala s Číňankou Pcheng Šuaj ve Wimbledonu 2013 po výhře nad Australankami Bartyovou a Dellacquovou. V závěru sezóny pak ovládly istanbulský Turnaj mistryň 2013, když ve finále zdolaly Rusky Makarovovou s Vesninovou. Trofej získaly také na French Open 2014 po výhře nad Italkami Erraniovou a Vinciovou. S Barborou Strýcovou ve finále Wimbledonu 2019 zdolaly Kanaďanku Dabrowskou a Číňanku Süovou. Po boku Belgičanky Elise Mertensové ovládla Wimbledon 2021 a Australian Open 2024, v páru s Číňankou Wang Sin-jü rovněž antukové French Open 2023 a se Strýcovou přidala čtvrtou londýnskou trofej ve Wimbledonu 2023. První trofej ze smíšené čtyřhry získala na Australian Open 2024 po boku Poláka Jana Zielińského, se kterým zvítězila ve stejném roce i ve Wimbledonu.
Na Australian Open 2021 postoupila jako první Tchajwanka do čtvrtfinále grandslamové dvouhry a v rámci otevřené éry se ve 35 letech stala nejstarší debutantkou v této fázi grandslamu. Dosáhla tím singlového maxima na majorech. V kvalifikaci Australian Open 2024 pak ukončila profesionální kariéru ve dvouhře.

## Soukromý život
Narodila se roku 1986 v severotchajwanském městě Sin-ču do rodiny Sie Tze-lunga a Ho Fom-ju. Vyrostla v Kao-siungu. K tenisu ji v pěti letech přivedl otec. Mladší sourozenci, bratr Sie Čcheng-pcheng a sestra Sie Jü-ťie (dříve hrající jako Sie Šu-jing), jsou také profesionální tenisté. V tchajpejské tenisové škole ji vedla bývalá tenistka Hu Na, která v roce 1982 odešla z kontinentální Číny do Spojených států.
Po trofeji ve wimbledonské čtyřhře 2013 její otec prohlásil, že dcera obdržela nabídku 10 milionů jüanů a rok od čínské likérky reprezentovat západní provincii Čching-chaj v čínských národních soutěžích. Takový krok by obnášel změnu občanství z tchajwanského na čínské. Sie Šu-wej měla podle otce takovou možnost zvažovat. Zpráva vyvolala tlak na tchajwanskou vládu, která vyzvala národní firmy k finanční kompenzaci tenistky. Státem vlastněná tchajwanská tabáková firma vyrábějící také alkoholické nápoje souhlasila Sieové vyplatit cca 167 tisíc dolarů v rámci podpory tchajwanského piva.

## Tenisová kariéra
Na okruh WTA se vrátila po více než roční pauze v květnu 2023 na Mutua Madrid Open po boku taktéž vracející se Strýcové, se kterou dohrály ve čtvrtfinále. Na French Open spojila síly s Wang Sin-jü. Společně na turnaji triumfovaly. V soutěži vyřadily pět nasazených dvojic a ve finále zdolaly Leylah Fernandezovou a Taylor Townsendovou. Společně odehrály teprve druhý turnaj. Spolupráci navázaly na závěrečné pařížské generálce Internationaux de Strasbourg. Získala tak pátý grandslam v ženském deblu znamenající. Ve Wimbledonu pak znovu nastoupila s Barborou Strýcovou. Ve finále zdolaly třetí nasazenou australsko-belgickou dvojici Storm Hunterová a Elise Mertensová a navázaly tak na wimbledonskou trofej z roku 2019, přičemž celkově triumfovala e Wimbledonu počtvrté. Ve 37 letech se staly součtem věků 74 let nejstarší dvojicí, která vyhrála čtyřhru na grandslamu.

## Herní styl
Forhendový i bekhendový úder hraje obouruč s minimální rotací míče. Neortodoxní herní styl znamená řadu křížových úderů směřovaných v ostrých úhlech z dvorce a pro soupeřky ztíženou očekávatelnost směru letu míče. Na antukovém povrchu zařazuje do své hry kraťasy a slajsované míče.
Několik elitních tenistek ocenilo její nezvyklý styl. Maria Šarapovová po výhře ve třetím kole Wimbledonu 2012 sdělila: „Častokrát jsem se s ní střetla mezi juniorkami. Představovala pro mě noční můru díky slajsům a zkráceným míčům, které hrála na antuce. Říkala jsem si: ‚Kde se takhle učí hrát tenis?' Raketu si přesouvala mezi oběma rukama. To je její hra, obsahující hodně kraťasů a slajsů, kterými lidi dohání až k určité míře nepříčetnosti.“

## Týmové soutěže

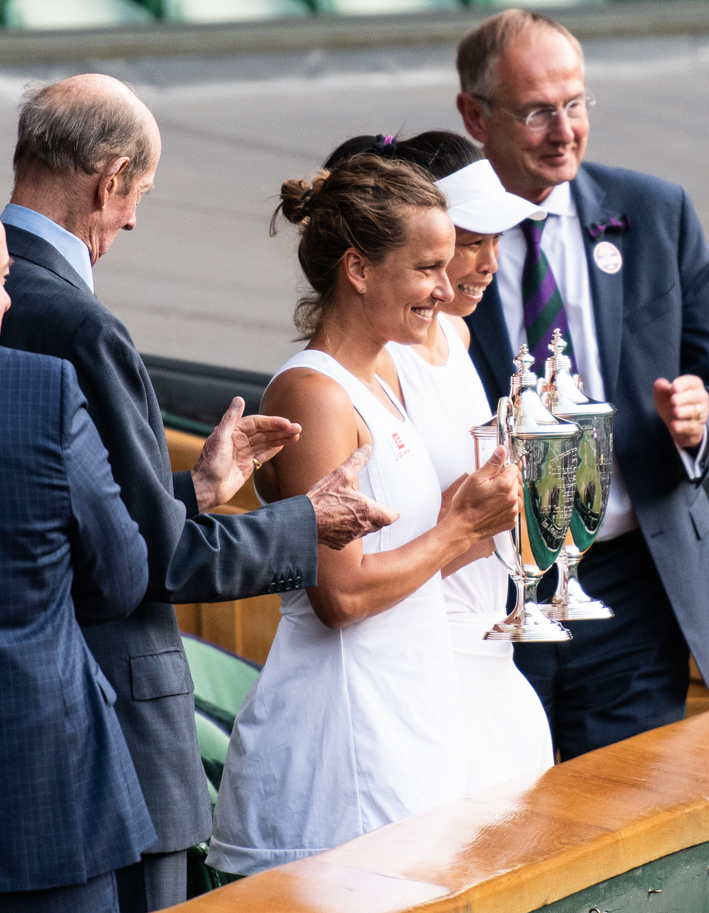
S Barborou Strýcovou po zisku titulu ve čtyřhře Wimbledonu 2019

V tchajwanském týmu Billie Jean King Cupu debutovala v roce 2003 utkáním základního bloku 1. skupiny zóny Asie a Oceánie proti Indonésii, v němž prohrála dvouhru s Angelique Widjajovou. Do záčí 2025 v soutěži nastoupila k třiceti jedna mezistátním zápasům s bilancí 15–10 ve dvouhře a 7–3 ve čtyřhře.
Tchaj-wan reprezentovala na londýnských Hrách XXX. olympiády, kde v singlové soutěži skončila v úvodním kole na raketě stabilní deblové partnerky Pcheng Šuaj, s níž o měsíc dříve vyhrála ve stejném areálu All England Clubu wimbledonský turnaj. V ženské čtyřhře prošla po boku Čuang Ťia-žung do čtvrtfinále, kde je vyřadily pozdější stříbrné medailistky Andrea Hlaváčková a Lucie Hradecká ve dvou setech.
Zúčastnit se také měla Letních olympijských her 2016 v Riu de Janeiru, kde plánovala startovat s Čuang Ťia-žung v ženské čtyřhře. Den před zahájením olympiády však oznámila, že po slovní roztržce se zástupcem vedoucího tchajwanské olympijské delegace Tsai Szu-chuehem nebude již nikdy reprezentovat Tchaj-wan. Měsíc před startem se rozhodla odstoupit ze čtyřhry, když kritizovala svaz za nefinancování účasti jejího trenéra v Riu, zatímco druhý tchajwanský deblový pár měl přítomnost kouče zajištěnu. Své měsíc staré rozhodnutí nezměnila a po roztržce s činovníkem se vzdala i účasti ve dvouhře.
Za tchajwanské družstvo dvakrát nastoupila v Hopmanově poháru, vždy ve dvojici s krajanem Lu Jan-sunem. Při obou účastech v letech 2008 i 2009 skončili v základní skupině, když z celkových šesti mezistátních zápasů dovedli k výhře jediný, v ročníku 2008 nad Argentinou v poměru 3–0.
Na svých prvních Asijských hrách 2002 konaných v jihokorejském Pusanu byla členkou týmu, který skončil na bronzové příčce v soutěži družstev. O čtyři roky později na Asijských hrách 2006 v Dauhá si již s tchajwanským výběrem odvezla zlatou medaili, kterou doplnila dalším bronzem ze smíšené čtyřhry. Z Asijských her 2010 v čínském Kantonu doplnila sbírku o dva stříbrné kovy, ze soutěže družstev a ženské čtyřhry.

## Finále na Grand Slamu

### Ženská čtyřhra: 10 (7–3)
| Stav       | rok  | turnaj          | povrch | spoluhráčka        | soupeřky ve finále                      | výsledek           |
| ---------- | ---- | --------------- | ------ | ------------------ | --------------------------------------- | ------------------ |
| Vítězka    | 2013 | Wimbledon       | tráva  | Pcheng Šuaj        | Ashleigh Bartyová Casey Dellacquová     | 7–6(7–1), 6–1      |
| Vítězka    | 2014 | French Open     | antuka | Pcheng Šuaj        | Sara Erraniová Roberta Vinciová         | 6–4, 6–1           |
| Vítězka    | 2019 | Wimbledon (2)   | tráva  | Barbora Strýcová   | Sü I-fan Gabriela Dabrowská             | 6–2, 6–4           |
| Finalistka | 2020 | Australian Open | tvrdý  | Barbora Strýcová   | Tímea Babosová Kristina Mladenovicová   | 2–6, 1–6           |
| Vítězka    | 2021 | Wimbledon (3)   | tráva  | Elise Mertensová   | Veronika Kuděrmetovová Jelena Vesninová | 3–6, 7–5, 9–7      |
| Vítězka    | 2023 | French Open (2) | antuka | Wang Sin-jü        | Leylah Fernandezová Taylor Townsendová  | 1–6, 7–6(7–5), 6–1 |
| Vítězka    | 2023 | Wimbledon (4)   | tráva  | Barbora Strýcová   | Storm Hunterová Elise Mertensová        | 7–5, 6–4           |
| Vítězka    | 2024 | Australian Open | tvrdý  | Elise Mertensová   | Ljudmyla Kičenoková Jeļena Ostapenková  | 6–1, 7–5           |
| Finalistka | 2025 | Australian Open | tvrdý  | Jeļena Ostapenková | Kateřina Siniaková Taylor Townsendová   | 2–6, 7–6(7–4), 3–6 |
| Finalistka | 2025 | Wimbledon       | tráva  | Jeļena Ostapenková | Veronika Kuděrmetovová Elise Mertensová | 6–3, 2–6, 4–6      |

### Smíšená čtyřhra: 2 (2–0)
| Stav    | rok  | turnaj          | povrch | spoluhráč     | soupeři ve finále                   | výsledek              |
| ------- | ---- | --------------- | ------ | ------------- | ----------------------------------- | --------------------- |
| Vítězka | 2024 | Australian Open | tvrdý  | Jan Zieliński | Desirae Krawczyková Neal Skupski    | 6–7(5–7), 6–4, [11–9] |
| Vítězka | 2024 | Wimbledon       | tráva  | Jan Zieliński | Giuliana Olmosová Santiago González | 6–4, 6–2              |

## Finále Turnaje mistryň

### Čtyřhra: 4 (1–3)
| Stav       | rok  | turnaj                                    | povrch    | spoluhráčka      | soupeřky ve finále                     | výsledek |
| ---------- | ---- | ----------------------------------------- | --------- | ---------------- | -------------------------------------- | -------- |
| Vítězka    | 2013 | WTA Tour Championships, Istanbul, Turecko | tvrdý (h) | Pcheng Šuaj      | Jekatěrina Makarovová Jelena Vesninová | 6–4, 7–5 |
| Finalistka | 2014 | WTA Finals, Singapur                      | tvrdý (h) | Pcheng Šuaj      | Cara Blacková Sania Mirzaová           | 1–6, 0–6 |
| Finalistka | 2019 | WTA Finals, Šen-čen, Čína                 | tvrdý (h) | Barbora Strýcová | Tímea Babosová Kristina Mladenovicová  | 1–6, 3–6 |
| Finalistka | 2021 | WTA Finals, Guadalajara, Mexiko           | tvrdý     | Elise Mertensová | Barbora Krejčíková Kateřina Siniaková  | 3–6, 4–6 |

## Finále na okruhu WTA Tour
| Legenda                                                    |
| ---------------------------------------------------------- |
| D – dvouhra; Č – čtyřhra                                   |
| Grand Slam (7–3 Č)                                         |
| Turnaj mistryň (1–3 Č)                                     |
| Tier I / Premier Mandatory & Premier 5 / WTA 1000 (13–2 Č) |
| Tier II / Premier / WTA 500 (5–4 Č)                        |
| Tier III, IV & V / International / WTA 250 (3–0 D; 9–7 Č)  |

### Dvouhra: 3 (3–0)
| Stav    | č. | datum          | turnaj                 | kategorie     | povrch | soupeřka ve finále | výsledek           |
| ------- | -- | -------------- | ---------------------- | ------------- | ------ | ------------------ | ------------------ |
| Vítězka | 1. | 4. března 2012 | Kuala Lumpur, Malajsie | International | tvrdý  | Petra Martićová    | 2–6, 7–5, 4–1skreč |
| Vítězka | 2. | 23. září 2012  | Kanton, Čína           | International | tvrdý  | Laura Robsonová    | 6–3, 5–7, 6–4      |
| Vítězka | 3. | 16. září 2018  | Hirošima, Japonsko     | International | tvrdý  | Amanda Anisimovová | 6–2, 6–2           |

### Čtyřhra: 54 (35–19)
| Stav       | č.  | datum              | turnaj                                    | kategorie         | povrch    | spoluhráčka         | soupeřky ve finále                          | výsledek                   |
| ---------- | --- | ------------------ | ----------------------------------------- | ----------------- | --------- | ------------------- | ------------------------------------------- | -------------------------- |
| Finalistka | 1.  | 3. října 2004      | Soul, Jižní Korea                         | Tier IV           | tvrdý     | Čuang Ťia-žung      | Cho Yoon-Jeong Jeon Mi-Ra                   | 3–6, 6–1, 5–7              |
| Finalistka | 2.  | 6. ledna 2007      | Auckland, Nový Zéland                     | Tier IV           | tvrdý     | Shikha Uberoiová    | Janette Husárová Paola Suárezová            | 0–6, 2–6                   |
| Finalistka | 3.  | 18. února 2007     | Bengalúru, Indie                          | Tier III          | tvrdý     | Alla Kudrjavcevová  | Čan Jung-žan Čuang Ťia-žung                 | 7–6(7–4), 2–6, [9–11]      |
| Vítězka    | 1.  | 23. září 2007      | Peking, Čína                              | Tier II           | tvrdý     | Čuang Ťia-žung      | Chan Sin-jün Sü I-fan                       | 7–6(7–2), 6–2              |
| Vítězka    | 2.  | 30. září 2007      | Soul, Jižní Korea                         | Tier IV           | tvrdý     | Čuang Ťia-žung      | Eleni Daniilidou Jasmin Wöhrová             | 6–2, 6–2                   |
| Finalistka | 4.  | 10. února 2008     | Pattaya, Thajsko                          | Tier IV           | tvrdý     | Vania Kingová       | Čan Jung-žan Čuang Ťia-žung                 | 4–6, 3–6                   |
| Finalistka | 5.  | 17. srpna 2008     | Cincinnati, Spojené státy                 | Tier III          | tvrdý     | Jaroslava Švedovová | Maria Kirilenková Naděžda Petrovová         | 3–6, 6–4, [8–10]           |
| Vítězka    | 3.  | 14. září 2008      | Bali, Indonésie                           | Tier III          | tvrdý     | Pcheng Šuaj         | Marta Domachowská Naděžda Petrovová         | 6–7(4–7), 7–6(6–3), [10–7] |
| Vítězka    | 4.  | 28. září 2008      | Soul, Jižní Korea                         | Tier IV           | tvrdý     | Čuang Ťia-žung      | Věra Duševinová Maria Kirilenková           | 6–3, 6–0                   |
| Vítězka    | 5.  | 16. ledna 2009     | Sydney, Austrálie                         | Premier           | tvrdý     | Pcheng Šuaj         | Nathalie Dechyová Casey Dellacquová         | 6–0, 6–1                   |
| Vítězka    | 6.  | 9. května 2009     | Řím, Itálie                               | Premier 5         | antuka    | Pcheng Šuaj         | Daniela Hantuchová Ai Sugijamová            | 7–5, 7–6(7–5)              |
| Vítězka    | 7.  | 10. října 2009     | Peking, Čína                              | Premier Mandatory | tvrdý     | Pcheng Šuaj         | Alla Kudrjavcevová Jekatěrina Makarovová    | 6–3, 6–1                   |
| Vítězka    | 8.  | 24. září 2011      | Kanton, Čína                              | International     | tvrdý     | Čeng Saj-saj        | Čan Ťin-wej Chan Sin-jün                    | 6–2, 6–1                   |
| Vítězka    | 9.  | 18. června 2012    | Birmingham, Spojené království            | International     | tráva     | Tímea Babosová      | Liezel Huberová Lisa Raymondová             | 7–5, 6–7(2–7), [10–8]      |
| Vítězka    | 10. | 19. května 2013    | Řím, Itálie (2)                           | Premier 5         | antuka    | Pcheng Šuaj         | Sara Erraniová Roberta Vinciová             | 4–6, 6–3, [10–8]           |
| Vítězka    | 11. | 6. července 2013   | Wimbledon, Londýn, Spojené království     | Grand Slam        | tráva     | Pcheng Šuaj         | Ashleigh Bartyová Casey Dellacquová         | 7–6(7–1), 6–1              |
| Vítězka    | 12. | 18. srpna 2013     | Cincinnati, Spojené státy                 | Premier 5         | tvrdý     | Pcheng Šuaj         | Anna-Lena Grönefeldová Květa Peschkeová     | 2–6, 6–3, [12–10]          |
| Vítězka    | 13. | 21. září 2013      | Kanton, Čína                              | International     | tvrdý     | Pcheng Šuaj         | Vania Kingová Galina Voskobojevová          | 6–3, 4–6, [12–10]          |
| Vítězka    | 14. | 27. října 2013     | Istanbul, Turecko                         | Turnaj mistryň    | tvrdý (h) | Pcheng Šuaj         | Jekatěrina Makarovová Jelena Vesninová      | 6–4, 7–5                   |
| Vítězka    | 15. | 16. února 2014     | Dauhá, Katar                              | Premier 5         | tvrdý     | Pcheng Šuaj         | Květa Peschkeová Katarina Srebotniková      | 6–4，6–0                   |
| Vítězka    | 16. | 16. března 2014    | Indian Wells, Spojené státy               | Premier Mandatory | tvrdý     | Pcheng Šuaj         | Cara Blacková Sania Mirzaová                | 7–6(7–5), 6–2              |
| Vítězka    | 17. | 8. června 2014     | French Open, Paříž, Francie               | Grand Slam        | antuka    | Pcheng Šuaj         | Sara Erraniová Roberta Vinciová             | 6–4, 6–1                   |
| Finalistka | 6.  | 26. října 2014     | Singapur                                  | Turnaj mistryň    | tvrdý (h) | Pcheng Šuaj         | Cara Blacková Sania Mirzaová                | 1–6, 0–6                   |
| Finalistka | 7.  | 28. února 2015     | Dauhá, Katar                              | Premier           | tvrdý     | Sania Mirzaová      | Raquel Kops-Jonesová Abigail Spearsová      | 4–6, 4–6                   |
| Vítězka    | 18. | 26. února 2017     | Budapešť, Maďarsko                        | International     | tvrdý (h) | Oxana Kalašnikovová | Arina Rodionovová Galina Voskobojevová      | 6–3, 4–6, [10–4]           |
| Vítězka    | 19. | 16. dubna 2017     | Biel/Bienne, Švýcarsko                    | International     | tvrdý (h) | Monica Niculescuová | Timea Bacsinszká Martina Hingisová          | 5–7, 6–3, [10–7]           |
| Finalistka | 8.  | 19. srpna 2017     | Cincinnati, Spojené státy                 | Premier 5         | tvrdý     | Monica Niculescuová | Čan Jung-žan Martina Hingisová              | 6-4, 4-6, [7-10]           |
| Finalistka | 9.  | 23. února 2018     | Dubaj, Spojené arabské emiráty            | Premier           | tvrdý     | Pcheng Šuaj         | Čan Chao-čching Jang Čao-süan               | 6–4, 2–6, [6–10]           |
| Vítězka    | 20. | 16. března 2018    | Indian Wells, Spojené státy (2)           | Premier Mandatory | tvrdý     | Barbora Strýcová    | Jekatěrina Makarovová Jelena Vesninová      | 6–4, 6–4                   |
| Finalistka | 10. | 25. srpna 2018     | New Haven, Spojené státy                  | Premier           | tvrdý     | Laura Siegemundová  | Andrea Sestini Hlaváčková Barbora Strýcová  | 4–6, 7–6(9–7), [4–10]      |
| Finalistka | 11. | 26. září 2018      | Soul, Jižní Korea                         | International     | tvrdý     | Sie Šu-jing         | Čchö Či-hui Han Na-re                       | 3–6, 2–6                   |
| Vítězka    | 21. | 23. února 2019     | Dubaj, Spojené arabské emiráty            | Premier 5         | tvrdý     | Barbora Strýcová    | Lucie Hradecká Jekatěrina Makarovová        | 6–4, 6–4                   |
| Vítězka    | 22. | 11. května 2019    | Madrid, Španělsko                         | Premier Mandatory | antuka    | Barbora Strýcová    | Gabriela Dabrowská Sü I-fan                 | 6–3, 6–1                   |
| Vítězka    | 23. | 23. června 2019    | Birmingham, Spojené království            | Premier           | tráva     | Barbora Strýcová    | Anna-Lena Grönefeldová Demi Schuursová      | 6–4, 6–7(4–7), [10–8]      |
| Vítězka    | 24. | 14. července 2019  | Wimbledon, Londýn, Spojené království (2) | Grand Slam        | tráva     | Barbora Strýcová    | Sü I-fan Gabriela Dabrowská                 | 6–2, 6–4                   |
| Finalistka | 12. | 22. září 2019      | Ósaka, Japonsko                           | Premier           | tvrdý     | Sie Jü-čch'-e       | Čan Chao-čching Latisha Chan                | 5–7, 5–7                   |
| Finalistka | 13. | 3. listopadu 2019  | Šen-čen, Čína                             | Turnaj mistryň    | tvrdý (h) | Barbora Strýcová    | Tímea Babosová Kristina Mladenovicová       | 1–6, 3–6                   |
| Vítězka    | 25. | 12. ledna 2020     | Brisbane, Austrálie                       | Premier           | tvrdý     | Barbora Strýcová    | Ashleigh Bartyová Kiki Bertensová           | 3–6, 7–6(9–7), [10–8]      |
| Finalistka | 14. | 31. ledna 2020     | Australian Open, Melbourne, Austrálie     | Grand Slam        | tvrdý     | Barbora Strýcová    | Tímea Babosová Kristina Mladenovicová       | 2–6, 1–6                   |
| Vítězka    | 26. | 22. února 2020     | Dubaj, Spojené arabské emiráty (2)        | Premier           | tvrdý     | Barbora Strýcová    | Barbora Krejčíková Čeng Saj-saj             | 7–5, 3–6, [10–5]           |
| Vítězka    | 27. | 28. února 2020     | Dauhá, Katar (2)                          | Premier 5         | tvrdý     | Barbora Strýcová    | Gabriela Dabrowská Jeļena Ostapenková       | 6–2, 5–7, [10–2]           |
| Vítězka    | 28. | 20. září 2020      | Řím, Itálie (3)                           | Premier 5         | antuka    | Barbora Strýcová    | Anna-Lena Friedsamová Ioana Raluca Olaruová | 6–2, 6–2                   |
| Vítězka    | 29. | 10. července 2021  | Wimbledon, Londýn, Spojené království (3) | Grand Slam        | tráva     | Elise Mertensová    | Veronika Kuděrmetovová Jelena Vesninová     | 3–6, 7–5, 9–7              |
| Vítězka    | 30. | 16. října 2021     | Indian Wells, Spojené státy (3)           | WTA 1000          | tvrdý     | Elise Mertensová    | Veronika Kuděrmetovová Jelena Rybakinová    | 7–6(7–1), 6–3              |
| Finalistka | 15. | 17. listopadu 2021 | Guadalajara, Mexiko                       | Turnaj mistryň    | tvrdý     | Elise Mertensová    | Barbora Krejčíková Kateřina Siniaková       | 3–6, 4–6                   |
| Vítězka    | 31. | 11. června 2023    | French Open, Paříž, Francie (2)           | Grand Slam        | antuka    | Wang Sin-jü         | Leylah Fernandezová Taylor Townsendová      | 1–6, 7–6(7–5), 6–1         |
| Vítězka    | 32. | 16. července 2023  | Wimbledon, Londýn, Spojené království (4) | Grand Slam        | tráva     | Barbora Strýcová    | Storm Hunterová Elise Mertensová            | 7–5. 6–4                   |
| Vítězka    | 33. | 28. ledna 2024     | Australian Open, Melborune, Austrálie     | Grand Slam        | tvrdý     | Elise Mertensová    | Ljudmyla Kičenoková Jeļena Ostapenková      | 6–1, 7–5                   |
| Vítězka    | 34. | 16. března 2024    | Indian Wells, Spojené státy (4)           | WTA 1000          | tvrdý     | Elise Mertensová    | Storm Hunterová Kateřina Siniaková          | 6–3, 6–4                   |
| Vítězka    | 35. | 23. června 2024    | Birmingham, Spojené království (3)        | WTA 250           | tráva     | Elise Mertensová    | Miju Katová Čang Šuaj                       | 6–1, 6–3                   |
| Finalistka | 16. | 26. ledna 2025     | Australian Open, Melborune, Austrálie     | Grand Slam        | tvrdý     | Jeļena Ostapenková  | Kateřina Siniaková Taylor Townsendová       | 2–6, 7–6(7–4), 3–6         |
| Finalistka | 17. | 22. února 2025     | Dubaj, Spojené arabské emiráty            | WTA 1000          | tvrdý     | Jeļena Ostapenková  | Kateřina Siniaková Taylor Townsendová       | 6–7(5–7), 4–6              |
| Finalistka | 18. | 28. června 2025    | Eastbourne, Spojené království            | WTA 250           | tráva     | Maya Jointová       | Marie Bouzková Anna Danilinová              | 4–6, 5–7                   |
| Finalistka | 19. | 13. července 2025  | Wimbledon, Londýn, Spojeno království     | Grand Slam        | tráva     | Jeļena Ostapenková  | Veronika Kuděrmetovová Elise Mertensová     | 6–3, 2–6, 4–6              |

## Finále série WTA 125
| Legenda                  |
| ------------------------ |
| D – dvouhra; Č – čtyřhra |
| WTA 125 (0–1 D; 1–0 Č)   |

### Dvouhra: 1 (0–1)
| Stav       | č. | datum         | turnaj           | povrch | soupeřka ve finále | výsledek |
| ---------- | -- | ------------- | ---------------- | ------ | ------------------ | -------- |
| Finalistka | 1. | listopad 2017 | Hua Hin, Thajsko | tvrdý  | Belinda Bencicová  | 3–6, 4–6 |

### Čtyřhra: 1 (1–0)
| Stav    | č. | datum         | turnaj                  | povrch | spoluhráčka | soupeřky ve finále             | výsledek      |
| ------- | -- | ------------- | ----------------------- | ------ | ----------- | ------------------------------ | ------------- |
| Vítězka | 1. | listopad 2017 | Honolulu, Spojené státy | tvrdý  | Sie Šu-jing | Eri Hozumiová Asia Muhammadová | 6–1, 7–6(7–3) |

## Postavení na konečném žebříčku WTA

### Dvouhra
| Rok    | 2001 | 2002   | 2003   | 2004   | 2005   | 2006   | 2007   | 2008  | 2009   | 2010   | 2011   | 2012  | 2013  | 2014   | 2015   | 2016  | 2017  | 2018  | 2019  | 2020  | 2021   | 2022 | 2023 | 2024 |
| Pořadí | 165. | ▼ 262. | ▼ 653. | ▲ 426. | ▲ 154. | ▲ 140. | ▼ 143. | ▲ 79. | ▼ 318. | ▼ 361. | ▲ 176. | ▲ 25. | ▼ 85. | ▼ 144. | ▲ 107. | ▲ 98. | ▲ 96. | ▲ 28. | ▼ 32. | ▼ 66. | ▼ 106. | —    | 703. | —    |

### Čtyřhra
| Rok    | 2001 | 2002   | 2003   | 2004   | 2005   | 2006   | 2007  | 2008  | 2009 | 2010  | 2011  | 2012  | 2013 | 2014 | 2015  | 2016  | 2017  | 2018  | 2019 | 2020 | 2021 | 2022 | 2023 | 2024 |
| Pořadí | 593. | ▲ 199. | ▼ 523. | ▲ 166. | ▲ 135. | ▲ 102. | ▲ 46. | ▼ 53. | ▲ 9. | ▲ 46. | ▲ 35. | ▲ 25. | ▲ 3. | ▼ 5. | ▼ 26. | ▼ 96. | ▲ 32. | ▲ 17. | ▲ 4. | ▲ 1. | ▼ 3. | —    | 6.   | ▼ 7. |